# تحليل كمي (كيمياء)

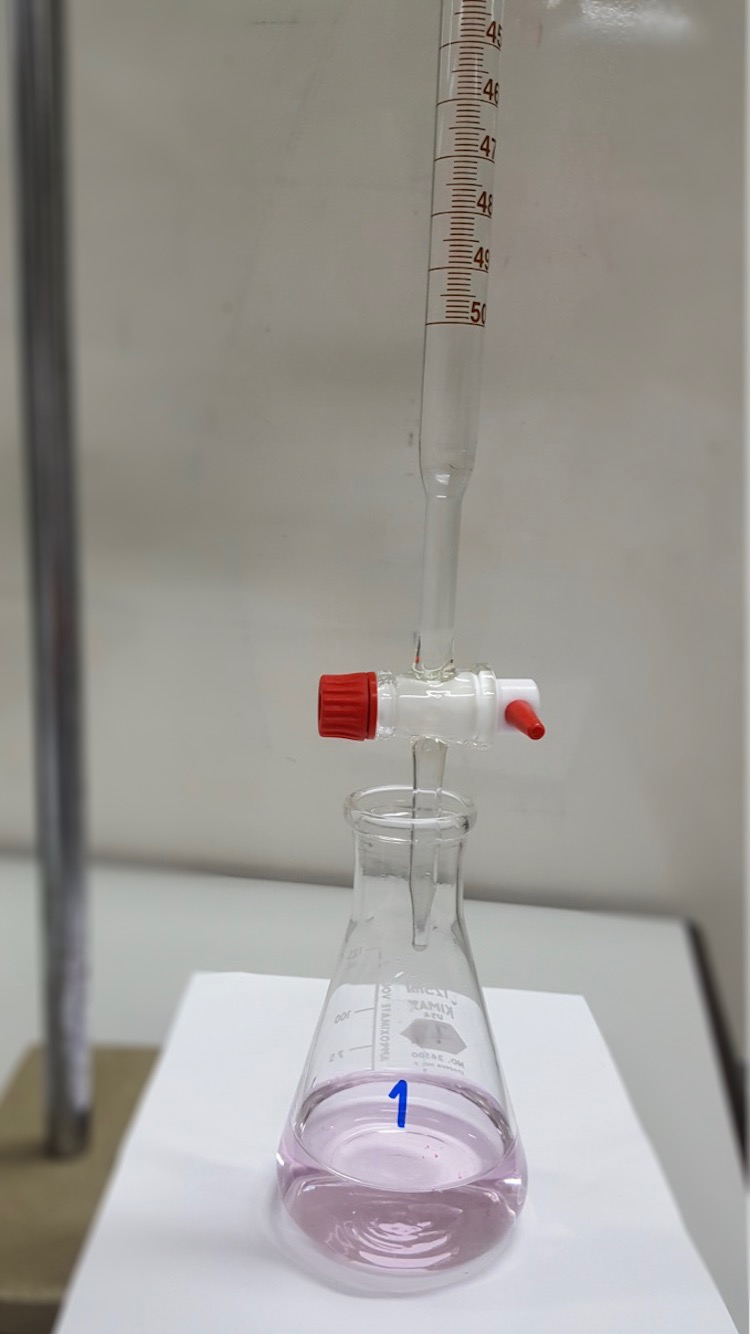

التحليل الكمي : يساعدنا هذا النوع من التحليل على تحديد كمية كل عنصر من العناصر أو الأيونات الداخلة في تركيب المادة المدروسة ( العينة ). تعريفه في الكيمياء ،هو تحديد الوفرة المطلقة أو النسبية معبرا غالبا عنها بالتركيز لمادة واحدة، أو عدة مواد أو عدة خاصيات عن المادة الكيميائية في عينة. وهي طريقة تحليلية تعطي بيانات أكثر دقة عن تكوين عينة ما والمكونات التي تدخل في تكوينها ومقاديرها

## اقسام التحليل الكمي
ينقسم التحليل الكمي للأفرع التالية:

### التحليل الكمي الحجمي
يعتمد على قياس حجم المحلول المعلوم التركيز ( القياسي ) اللازم للتفاعل مع كمية أو حجم محدد من المادة المجهولة التركيز ( العينة المراد دراستها ).

## ب –التحليل الكمي الوزني
يعتمد على فصل العنصر أو المادة المطلوب تقدير كميتها بإحدى الطرق الكيميائية اعتمادا على خواصها.

## ج – التحليل الكمي الآلي
يعتمد على الصفات الفيزيائية و الكيميائية للمادة و على استخدام الآلات و الأجهزة لتحديد نوع و كمية المادة بدقة عالية. وهي تمثل التحاليل الحديثة ( الآلية ) ومنها التحليل الطيفي – الكهروكيميائي – طرق الفصل التحليلية.

## فوائد التحليل الكيميائي
- أ – التعرف على المواد الكيميائية العضوية و غير العضوية.
- ب – تحديد بنية المادة الكيميائية و صيغتها الكيميائية.
- ج – تحديد جودة و صلاحية المواد المختلفة المستخدمة في صناعة الغذاء ، الدواء ، المواد الزراعية.

## خطوات العملية التحليلية الكمية
هي سلسلة من الخطوات التحليلية تؤدي إلى القرار التحليلي «تبدأ بالمشكلة وتنتهي بالقرار التحليلي» ،
ومن خطواتها مايلي:
- 1- تحديد المشكلة
- 2- أخذ العينة الممثلة للكل
- 3- إعداد العينة للتحليل( تعتمد على نوعية المادة )
- 4- فصل المتداخلات ( الهدف منها هو التخلص من المتداخلات الكيميائية لتجنب الأخطاء التحليلية )
- 5- انتقاء الطريقة التحليلية والقياس
- 6- الحصول على نتائج تحليلية ومعالجتها إحصائيا
- 7- الحسابات التحليلية.

### أسس انتـقاء الطريقة التحليلية المثلى
- السرعة
- الدقة
- المصداقية
- الحساسية
- البساطة والتكلفة المنخفضة

## طرق التعـبـيـر عنالتركيز
- كمية المحلول = كمية المذيب + كمية المذاب.
- التركيز = كمية المذاب ÷ كمية المحلول.
- التركيز = كمية المذاب ÷ كمية المذيب.[4]

تعتمد طرق التعبير عن التركيز على وحدات فيزيائية ( كالجرام ومشتقاته أو ال[ملي ليتر] ومشتقاته ) وعلى وحدات كيميائية ( كالمول ومشتقاته أو المكافئ ومشتقاته ) 0

### التركيز بالنسبة المئوية
1. التركيز بالنسبة المئوية الوزنية (الوزنية w/w %) : وزن المادة المذابة بالجرامات في 100 غرام من المحلول .
2. التركيز بالنسبة المئوية الوزنية (الحجمية w/v %) : وزن المادة المذابة بالجرامات في 100 مليلتر من المحلول .
3. التركيز بالنسبة المئوية الحجمية (الحجمية v/v %) : حجم المادة المذابة بالمليلتر في 100 مليلتر من المحلول .
4. التركيز بالنسبة المئوية الحجمية (الوزنية v/w %) : حجم المادة المذابة بالمليلتر في 100 غرام محلول .

### التركيز بوحدة عدد الأجزاء
1. التركيز بوحدة عدد الأجزاء في المليون (ppm): وزن المادة المذابة بالملي غرام في كيلو غرام مذيب أو لتر مذيب. و يمكن أن نقول وزن المادة المذابة بالميكروغرام في غرام واحد مذيب أو مليلتر واحد مذيب.
2. التركيز بوحدة عدد الأجزاء في البليون (ppb) : وزن المادة المذابة بالميكروغرام في كيلو غرام مذيب أو لتر مذيب.
3. التركيز المولالي L : عدد الجزيئات الغرامية ( المولات ) المذابة في كيلو غرام مذيب mol/Kg .

## وصلات خارجية
- فوقل للتحليل الكمي الكيميائي 20analysis%20(5th%20Edition;%20Longmann).pdf